# Superman elszabadul
A Superman elszabadul (eredeti cím: Superman: Unbound) egész estés amerikai 2D-s számítógépes animációs film, amely eredetileg DVD-n jelent meg 2013-ban. A forgatókönyvet Geoff Johns és Gary Frank Superman: Brainiac c. képregénye alapján, Bob Goodman írta, James Tucker rendezte, a zenéjét Kevin Kliesch szerezte, a producere James Tucker és Alan Burnett. A Warner Bros. Animation, a Warner Premiere és a DC Comics készítette.
Amerikában 2013. május 7-én adta ki DVD-n a Warner Home Video, Magyarországon pedig szintén 2013. május 7-én jelent meg DVD-n a ProVideo forgalmazásában.

## Szereplők
| Szereplő                    | Eredeti hang        | Magyar hang       |
| --------------------------- | ------------------- | ----------------- |
| Superman / Clark Kent       | Matt Bomer          | Sarádi Zsolt      |
| Lois Lane                   | Stana Katić         | Ruttkay Laura     |
| Brainiac                    | John Noble          | Vass Gábor        |
| Supergirl                   | Molly Quinn         | Nemes Takách Kata |
| Steve Lombard               | Diedrich Bader      | Nagypál Gábor     |
| Terroristavezér             | Jason Beghe         | Stern Dániel      |
| Martha Kent                 | Frances Conroy      | Egri Márta        |
| Kryptoni férfi 1.           | Ian James Corlett   | ?                 |
| Thara                       | Melissa Disney      | Jelinek Éva       |
| Jimmy Olsen                 | Alexander Gould     | Gacsal Ádám       |
| Alura                       | Sirena Irwin        | Bertalan Ágnes    |
| Katonai vezető              | Will Yun Lee        | ?                 |
| TV-riporter 2.              | Andrea Romano       | ?                 |
| Zor-El                      | Stephen Root        | Barbinek Péter    |
| Perry White                 | Wade Williams       | Törköly Levente   |
| Ron Troupe                  | Michael Leon Wooley | ?                 |
| További magyar hangok       |                     |                   |
| Kardos Róbert, Orosz István |                     |                   |